# Ontario
För andra betydelser, se Ontario (olika betydelser).
Ontario (franska: [ɔ̃taʁjo]) är den mest befolkade provinsen i Kanada belägen i landets östra centrala del. Provinshuvudstad är Toronto och i provinsen ligger också Kanadas huvudstad Ottawa. År 2016 hade Ontario totalt 14 223 942 invånare vilket utgör cirka 38 procent av hela Kanadas befolkning.
Ontario är 1 076 395 km² stort (större än både Finland och Sverige tillsammans) och gränsar till Manitoba västerut, vattendragen Hudson Bay och James Bay norrut, Quebec till öst/nordöst, samt söderut till USA och flera av dess delstater (från väst till öst): Minnesota, Michigan, Ohio, Pennsylvania och New York.
Ontario delas i många sammanhang upp i två delar då provinsens förutsättningar skiljer sig avsevärt från den norra och södra delen. I den södra delen närmast Toronto finns majoriteten av befolkningen och brukad åkermark. Den norra delen består nästan uteslutande av glesbyd med mycket skog och vildmark.

## Historia
De första människorna verkar ha anlänt till Ontario under den senaste istiden för 10 000 år sedan. De befolkade den norra delen av provinsen allteftersom isen drog sig tillbaka. Dessa paleoindianer levde förmodligen på fiske och jakt av hjort, älg, björn, bäver i söder och ren i norr. Krukmakeri introducerades 1000 f.Kr. och ett omfattande handelssystem som nådde ända till Mexikanska golfen växte fram. Vid 100 e.Kr. beboddes provinsen av de algonkina indianstammarna Ojibwa, Cree och Algonkin och de irokesiska stammarna irokeser, huroner, petuner, neutral, erie och susquehannocker.
Den första européerna att nå Ontario var Henry Hudson, som nådda nordkusten och utforskade Hudson Bay, Étienne Brûlé och Samuel de Champlain. Brûlé blev antagligen den första att se Huron- och Ontariosjöarna. Champlain gjorde huron till Frankrikes allierade. Ontario blev snart en viktig länk mellan de franska byarna i Québec och deras pälshandelposter i Mississippi. Britterna lyckades inte ta sig igenom Ontario framgångsrikt förrän 1758 och 1759.
Under och efter amerikanska revolutionen anlände 6 000 till 10 000 lojalister till området som idag är södra Ontario, dvs de som förblev lojala till den brittiska kronan. Efter dessa kom andra amerikaner, lockade av billig mark. Kronojord fanns tillgängligt för mycket lågt pris.
1791 delades den dåvarande provinsen Québec i Övre och Nedre Kanada. 1812 bröt 1812 års krig ut efter USA:s attack mot Övre Kanada. Den brittiska armén, tillsammans med infödingar och den koloniala milisen lyckades försvara provinsen. Amerikanerna lyckades dock 1813 ta sig in i sydvästra Övre Kanada och plundra provinshuvudstaden York (nuvarande Toronto), där regeringsbyggnaden blev nedbränd.
Mellan åren 1825 och 1842 tredubblades befolkningen i Övre Kanada till 450 000 och dubblerades igen till 1851. De flesta av invandrarna kom från Brittiska öarna. Bosättningar spreds från syd till norr, då det blev ont om mark vid de stora sjöarna. Övre och Nedre Kanada slogs ihop 1841 efter revolterna 1837, och bildade provinsen Kanada. När Dominion of Canada bildades 1867 blev Ontario en provins i den.
Under 1850-talet var Ontarios ekonomi främst baserad på jordbruk, med mest vete. Allteftersom övergick den till mejeri, frukt och grönsaksodlande. Samtidigt pågick det en utflyttning från jordbruksområden, till USA, till den kanadensiska västern eller till städerna. Stads- och industriell tillväxt steg snabbt från 1850-talet genom 1860-talet, med utvecklingen av textil- och metallarbete, lantbruksredskap och maskineri. Toronto växte särskilt, både som järnvägs- och tillverkningsnav och som provinshuvudstad.

## Geografi

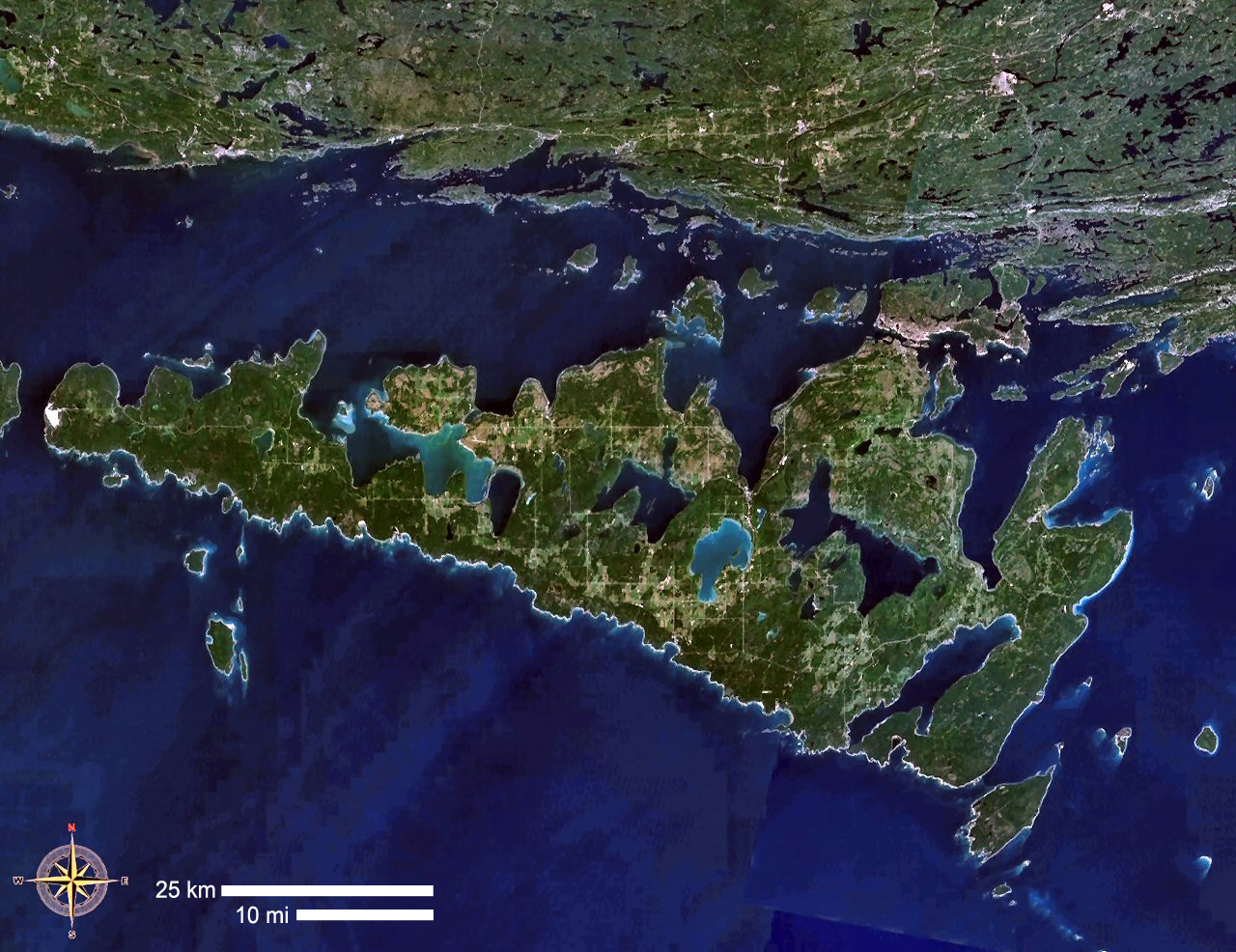
Manitoulin Island, den största insjöön i världen.

Ontario ligger i östra delen av Kanada och gränsar till Hudson Bay och Jamesbukten i norr, i öst till provinsen Québec, i väster Manitoba och i söder de amerikanska delstaterna Minnesota, Michigan, Ohio, Pennsylvania och New York. Ontarios långa gräns mot USA utgörs nästan enbart av sjöar och floder, från Lake of the Woods i väster till Saint Lawrencefloden nära Cornwall i öster. Gränsen passerar fyra av de fem Stora sjöarna, med Ontario på norra stranden.
Ontario är Kanadas näst största provins och täcker en yta på 1,076,395 km², större än Frankrike och Spanien tillsammans. Det är också landets mest befolkade provins, med en befolkning på mer än 13 miljoner. 65% av provinsens yta täcks av skog och 20% av vatten. Det finns uppskattningsvis 250 000 sjöar och över 100 000 kilometer floder i provinsen. Dessa innehar en tredjedel av världens sötvatten. Ishpatina Peak är med 693 meter den högsta punkten i provinsen. Ontarios landform är en produkt av kontinental höjning och erosion, glaciärers rörelse, den ständigt pågående effekten av vind, vågor, vatten och gravidatition. I norr finns Hudson Bay-låglandet, med träsk, ängar och skog. Den kanadensiska skölden täcker resten av norra Ontario, och fortsätter mot sydöst. I skölden finns granitformationer, tallskogar, floder och sjöar.
Kanadas huvudstad Ottawa ligger i Ontario, men provinsens huvudstad och tillika dess största stad är Toronto. Toronto ingår i storstadsområdet Gyllene hästskon, som breder ut sig runt Ontariosjöns västra del och även omfattar andra stora städer som Mississauga, Hamilton, Brampton, Markham, Vaughan, St. Catharines och Oshawa. I utkanten av eller bortom Gyllene hästskon ligger förutom Ottawa även London, Windsor, Kitchener, Barrie, Greater Sudbury och Kingston.

### Djur och natur

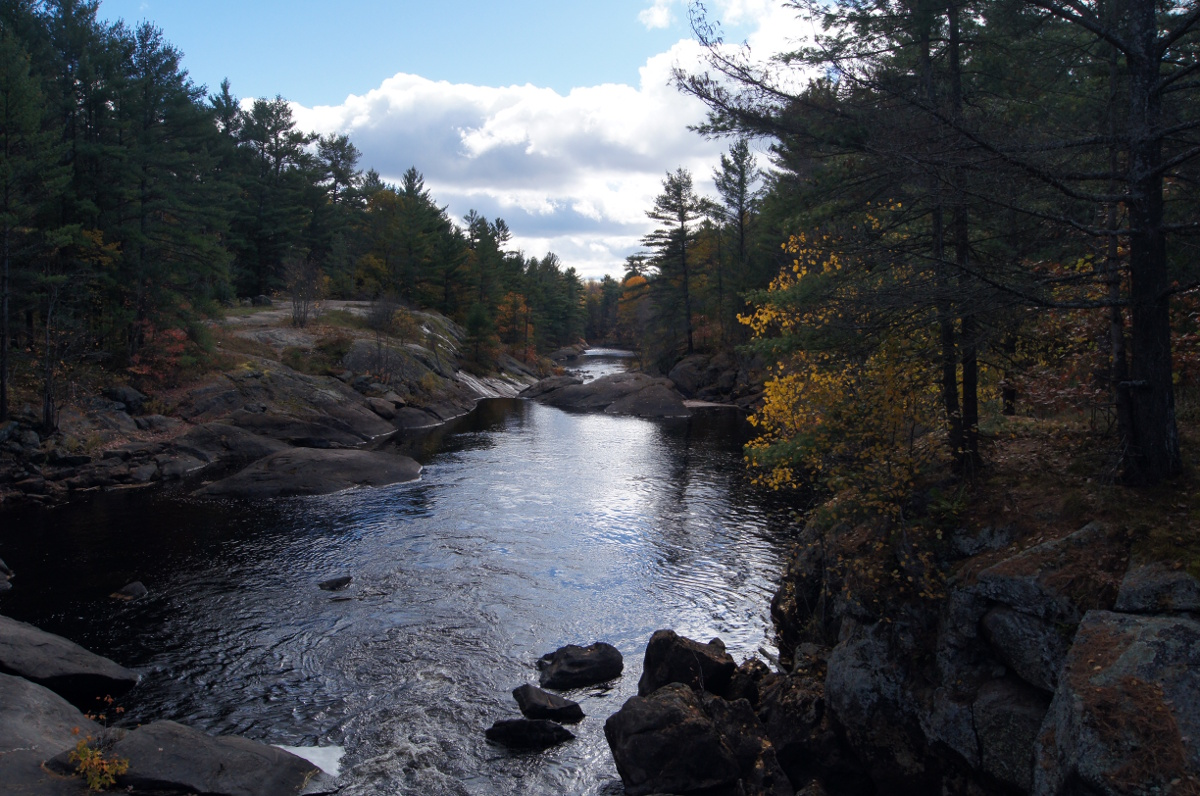
Typiskt skogslandskap i Ontario, med barrskog på den kanadensiska skölden.

I provinsen lever 100 000 svartbjörnar (Ursus americanus) och mellan 4 000 och 6 000 vargar. I söder finner man prärievargen (Canis latrans) som trivs nära människor och bebyggelse. Norrut lever gråvargen (Canis lupus). I Algonquin Park lever Canis lupus lycaon, en underart av gråvargen som ibland även räknas som en egen art. Här finns 24 arter kräldjur; 17 arter ormar, nio arter sköldpaddor och en ödleart, och 25 arter groddjur; tolv arter av salamandrar och 13 arter grodor och paddor.
Vid en räkning 2008 kom man fram till 478 arter av fåglar, varav 291 som häckar i provinsen. En del arter är införda från Europa som gråsparv, stare och knölsvan. Fem arter kolibrier kommer till Ontario under häckningssäsongen. Bland de mera iögonenfallande fåglarna är den amerikanska spillkråkan (Dryocopus pileatus) och den röda kardinalen (Cardinalis cardinalis).

### Klimat
Klimatet i Ontario är variationsrikt. Det varierar från fuktigt kontinentalklimat i söder till subarktiskt i norr. Ontarios södra del har mycket varma somrar men kalla vintrar som kan bjuda på stora snöoväder och mycket fukt. Norra Ontario har långa, mycket kalla vintrar och korta somrar.
Den stora delen av vatten i nord och syd har en mildrande effekt på klimatet som hindrar extrema temperaturer under sommar och vinter, försenar höstfrost och reducerar temperaturskillnaden mellan dag och natt. Den kallaste månaden är januari och den varmaste juli. Medeltemperaturen i juni varierar från 23 °C i sydvästra Ontario till 19 °C i östra Ontario. I norra Ontario är temperaturskillnaden mycket större.
Ontario har tre huvudsakliga klimatzoner. Southwestern Ontario, städerna Windsor, London och södra halvan av Gyllene hästskon, inklusive städerna Hamilton, Niagara och Toronto, har ett måttligt fuktigt kontinentalklimat (DFA enligt Köppens klimatklassificering), som liknar de inre delarna av Mid-Atlantic-regionen i USA och de delar av Mellanvästern som ligger vid Stora sjöarna. Regionen har varma, fuktiga somrar och kalla vintrar. Extrem hetta och kyla brukar förekomma under korta perioder. Det anses vara ett tempererat klimat jämfört med större delen av kontinentala Kanada.

## Politik och förvaltning

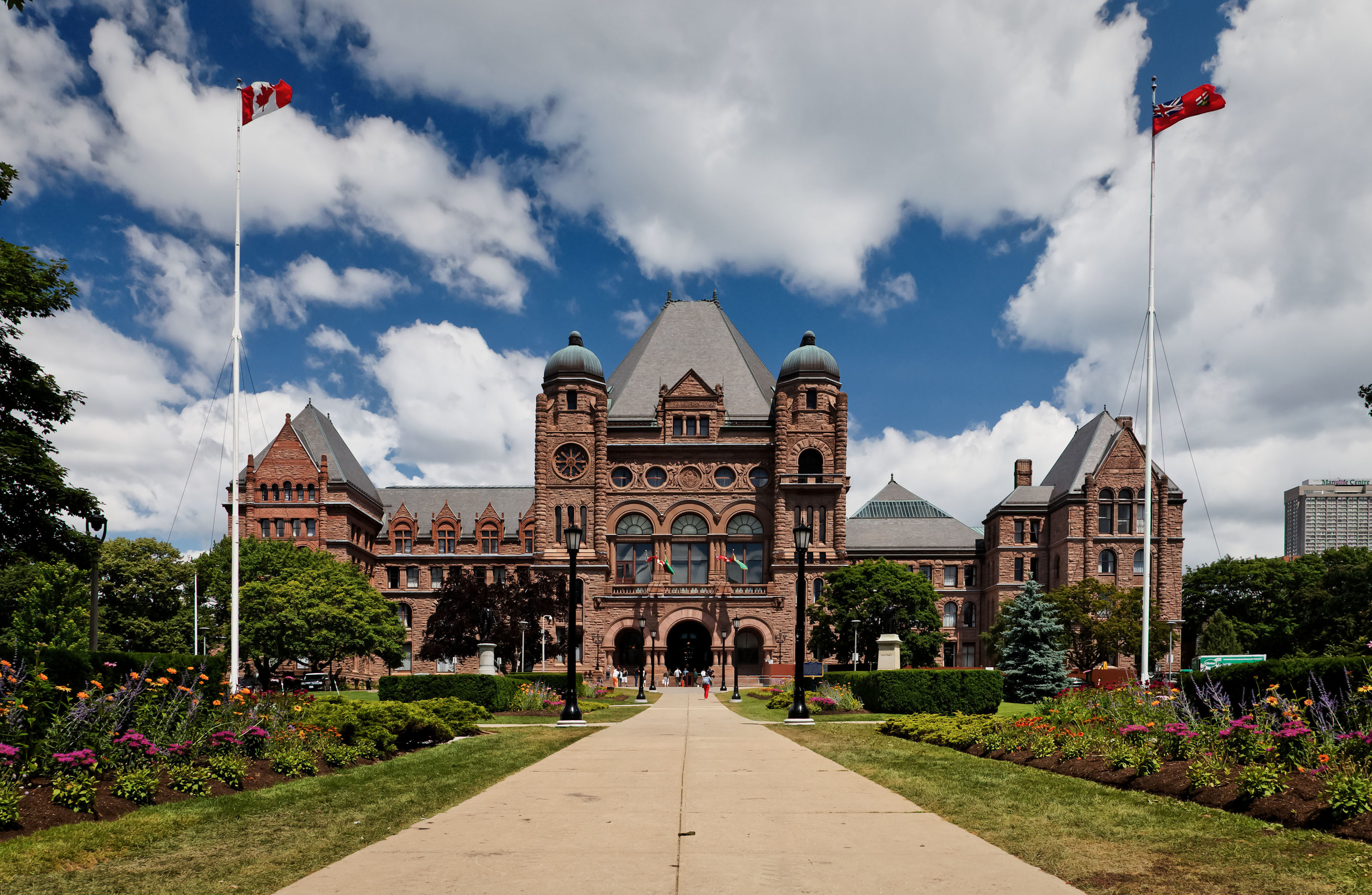
Provinsförsamlingens byggnad i Queen's Park, Toronto.

I provinsen finns en folkvald församling, Ontarios lagstiftande församling (engelska: Legislative Assembly of Ontario), med en kammare och 124 mandat vars ledamöter väljs i enmansvalkretsar (engelska: ridings) som det hålls val till vart fjärde år i juni månad. Ledaren för det största partiet eller koalitionen utses till Ontarios premiärminister av viceguvernören som representerar monarken i provinsstyret.
Premiärministern tillsätter ministrar för 25 olika ministerier samt flera provinsägda företag.

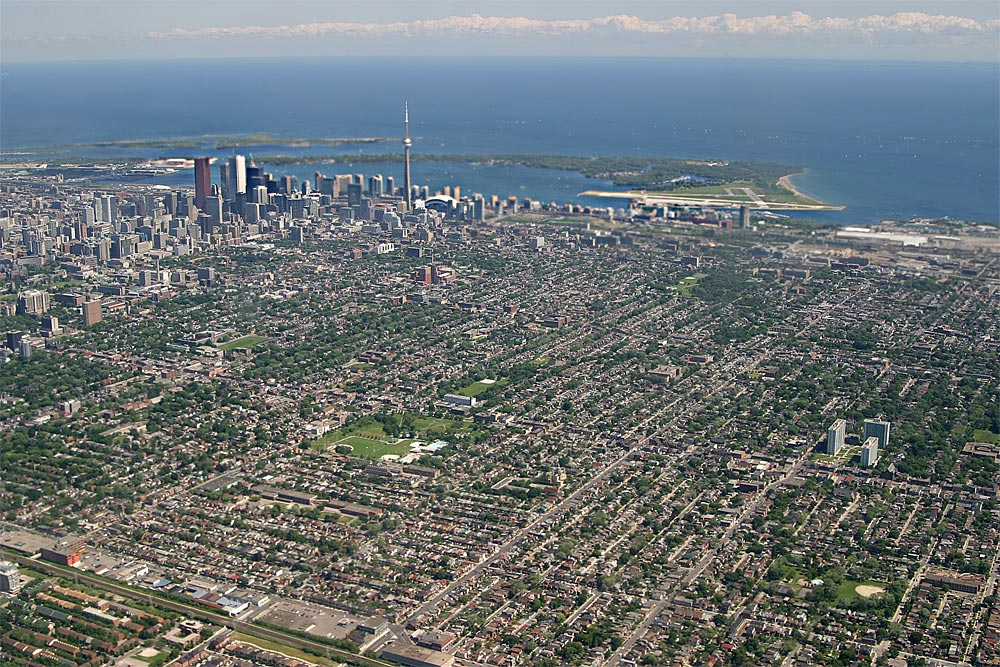
Ontarios största stad Toronto sedd från nordväst med Ontariosjön i bakgrunden. På avstånd kan flygplatsen Toronto City Centre Airport belägen på en ö och landmärket CN Tower urskiljas.

## Demografi

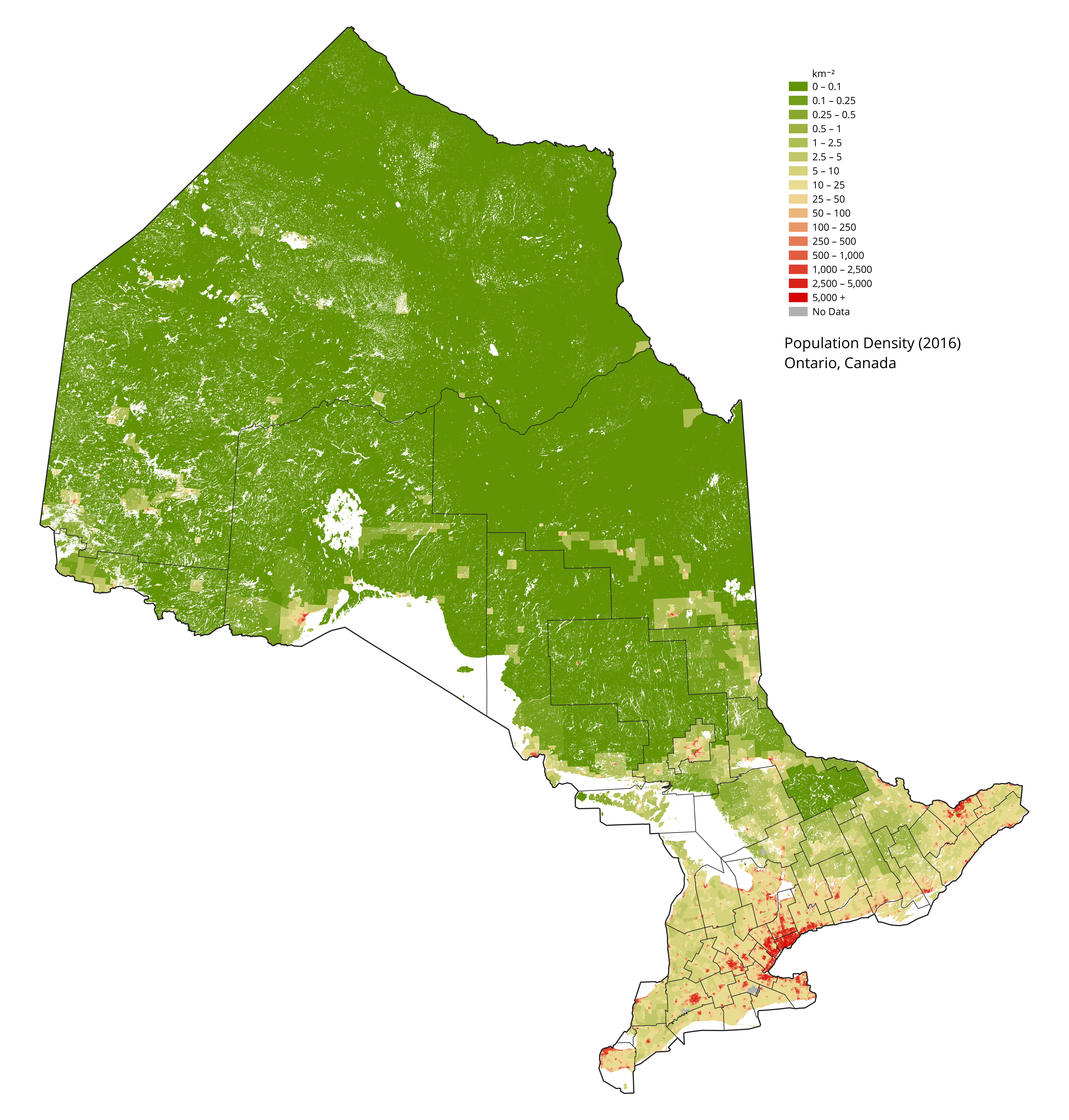
De flesta Ontariobor bor i sydöst (rött och orange på kartan).

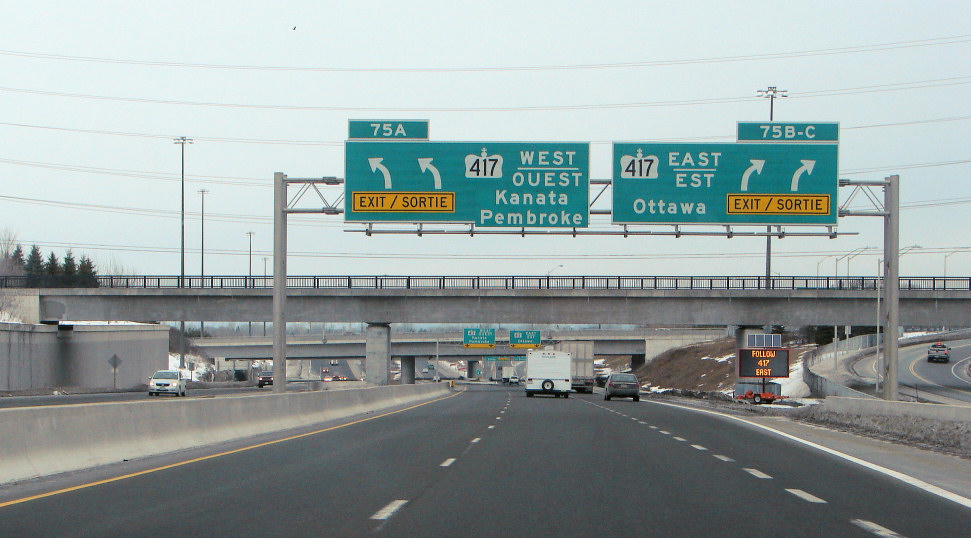
Tvåspråkiga vägskyltar nära Ottawa.

De största etniska grupperna i Ontario är:
- Européer: 80,9 % (främst med rötter i Storbritannien, Irland, Frankrike, Tyskland och Italien)
- Sydasiatiska: 4,9 %
- Kineser: 3,7 %
- Afrikaner: 3,6 %
- Aboriginer: 1,7 %
- Filippinier: 1,3 %
- Latinamerikaner: 0,9 %
- övriga: 3,0 %

De största religiösa tillhörigheterna är:
- Protestanter: 34,9 %
- Romerska katoliker: 34,7 %
- Övriga kristna: 2,7 %
- Muslimer: 3,1 %
- Ortodoxa: 2,7 %
- Hinduer: 1,9 %
- Judar: 1,7 %
- Buddhister: 1,1 %
- Sikher: 0,9 %
- Övriga: 16,7 %

Immigrationen i Ontario är hög och de flesta kommer till Toronto eller dess förorter. Ungefär 5 procent av befolkningen är fransktalande.

## Kända personer från Ontario
- Shawn Mendes
- Sarah Burke
- Bryan Adams
- Margaret Atwood
- Justin Bieber
- James Cameron
- Jim Carrey
- Crystal Castles
- Michael Cera
- Deadmau5
- Drake (artist)
- Melanie Fiona
- Ryan Gosling
- Wayne Gretzky
- Avril Lavigne
- Alice Munro
- Mike Myers
- Matthew Perry
- Neil Young
- Stefan Molyneux
- The Weeknd
- Paul Anka
- Christopher Plummer